# Portimão
Portimão (starší název: Vila Nova de Portimão) je město ve stejnojmenném okrese a v distriktu Faro, na jižním pobřeží Portugalska. V roce 1924 bylo povýšeno na město. Spolu s městem Faro patří mezi nejlidnatější v Algarve.

## Historie
Historie Portimãa sahá až do pravěku, kdy zde byly nalezeny stopy neandrtálců. Postupem času do města přicházeli různé starověké civilizace, včetně Féničanů a Kartáginců, kteří využívali region ke své obchodní činnosti a vodní dopravě.
V roce 1250 bylo Portimão dobyto Portugalci. Obec se později pod vládou krále Alfonse III. stala součástí portugalského království. Kvůli častým nájezdům pirátů bylo pobřeží Portimãa považováno za nebezpečné pro život. Tento problém byl vyřešen v 15. století, kdy bylo založeno nové město s názvem Vila Nova de Portimão, kde se postavila zeď, která jej chránila před nájezdníky.

## Geografie
Portimão se nachází na jihozápadním pobřeží Algarve a sousedí s obcemi Lagos, Lagoa, Monchique a Silves. Oblast se dělí na tři typy území – Barlavento (pobřežní oblast), Barrocal (oblast mezi pobřežím a horami) a hory na severu.
Typická je velká rozmanitost fauny a flóry, která se odvíjí od množství bažin. Oblastí protéká řeka Arade. Vytvořili se zde komunity rybářů a sběračů mušlí.

### Podnebí
Portimão leží v subtropickém pásu s horkými suchými léty a mírnými vlhkými zimami, které ovlivňuje Atlantský oceán. Nejnižší teplota, kterou město kdy zaznamenalo, byla −2 °C v lednu 1976. Spolu s dalšími obcemi v Algarve je Portimão velmi slunečné, s průměrně více než 3 000 hodinami slunečního svitu ročně. Průměrná teplota moře je kolem 16 °C v zimě a 20 až 21 °C v létě.
V Portimãu spadne přibližně 300 až 350 mm srážek ročně. Nejmokřejší měsíce jsou listopad, prosinec a leden, naopak nejsušší měsíce červen, červenec a srpen. Město má v průměru 8 až 11 deštivých dnů za měsíc.

### Obyvatelstvo
V roce 2021 se počet obyvatel města pohyboval kolem 49 000 a z toho 85,6 % tvořili Portugalci. Nejvýznamněji urbanizovanou oblastí je Barlavento. Má vlastní přístav a malé letiště s pravidelnými lety do některých portugalských destinací prostřednictvím společnosti Aero VIP.

## Významná místa

### Museu de Portimão
Muzeum města sídlí v bývalé továrně na výrobu sardinek. Nabízí exponáty o místním rybolovu, archeologii a etnografii. Muzeum má střešní terasu s výhledem na město a řeku.

### Marina de Portimão
Jedná se o moderní přístav, kde se nachází obchody, restaurace a bary. Marina de Portimão je zároveň výchozím bodem pro různé výlety lodí podél pobřeží.

### Igreja Matriz de Portimão
Igreja Matriz de Portimão neboli kostel Matky Boží v Portimãu pochází z 15. století a nachází na nejvyšším místě ve městě, v oblasti bývalých hradeb. Pozdně gotický portál vychází z nejvýznamnější památky té doby – kláštera v Batalha. V průběhu let prošel několika rekonstrukcemi.

### Forte de Santa Catarina
Forte de Santa Catarina je historická pevnost nacházející se na útesech s výhledem na pláž a moře. Pevnost byla postavena v 17. století na ochranu města před útoky pirátů. Pevnost byla postavena na místě, kde již existovala malá kaple zasvěcená svaté Kateřině Alexandrijské. Uvnitř opevnění se zachoval původní gotický portál této kaple.

### Autódromo Internacional do Algarve
Závodní okruh Autódromo Internacional do Algarve leží poblíž města Portimão. Vznikl v roce 2008 s cílem přilákat Velké ceny Formule 1. Pořádá se zde velké množství mezinárodních a národních motoristických akcí. V roce 2020 a 2021 hostil okruh nejen Velké ceny Formule 1, ale také MotoGP.

## Sport
Portimonense SC je místní sportovní klub, zahrnující různé sporty, zejména však basketbal a profesionální fotbalový klub, který hraje na stadionu Estádio Municipal de Portimão pro 9.544 diváků. Portimão je známé svými sportovními akcemi. V létě je to turnaj v plážovém fotbale Mundialito de Futebol de Praia ( Little World Cup). Rally Lisabon – Dakar také prochází přes město a existuje zde rozvinutý surfing a kitesurfing. Konají se tam také mezinárodní závody v rytmické gymnastice.

### Jachting
Město nabízí tišší vody než je Atlantský oceán, je místem Portugal Match Cup, který je součástí World Match Racing Tour. Události se účastní nejlepší světoví jachtaři.

### Powerboating
Portugalská Grand Prix je součástí mezinárodního mistrovství.

### Motoristický sport
V horách u města je Autodromo Internacional do Algarve, otevřený v říjnu 2008. Mimo jiné se zde provádějí i testovací závody Formule 1.

## Doprava
Od roku 2008 trajekt dvakrát za týden obstarává spojení s Funchalem na Madeiře.